# Agrupación Deportiva Juver 1992-1993
Questa voce raccoglie le informazioni riguardanti l'Agrupación Deportiva Juver nelle competizioni ufficiali della stagione 1992-1993.

## Stagione
La stagione 1992-1993 dell'Agrupación Deportiva Juver è la 3ª nel massimo campionato spagnolo di pallacanestro, la Liga ACB.
All'inizio della nuova stagione la Federazione decise di modificare il regolamento riguardo al numero di giocatori stranieri consentiti per ogni squadra che così venne allargato a tre.

## Roster
Aggiornato al 14 aprile 2024.
| Júver Murcia 1992-93 | Júver Murcia 1992-93 |
| Giocatori            | Staff tecnico        |
| -------------------- | -------------------- |

| N. | Naz.                   | Ruolo | Nome               | Anno | Alt.   | Peso   |  |
| -- | ---------------------- | ----- | ------------------ | ---- | ------ | ------ |  |
| 4  | Stati Uniti (bandiera) | AG    | Melvin Cheatum     | 1968 | 203 cm |        |  |
| 4  | Stati Uniti (bandiera) | C     | David Cooke        | 1963 | 204 cm | 104 kg |  |
| 4  | Stati Uniti (bandiera) | AG    | Ralph McPherson    | 1958 | 205 cm |        |  |
| 5  | Spagna (bandiera)      | P     | Roberto Íñiguez    | 1967 | 184 cm |        |  |
| 6  | Spagna (bandiera)      | AG    | Gustavo Pallarés   | 1974 | 199 cm |        |  |
| 6  | Spagna (bandiera)      | AC    | Juanjo Marín       | 1968 | 196 cm |        |  |
| 7  | Spagna (bandiera)      | A     | Ramón Moya         | 1974 | 202 cm |        |  |
| 8  | Stati Uniti (bandiera) | AC    | Elbert Rogers      | 1969 | 203 cm |        |  |
| 8  | Stati Uniti (bandiera) | AG    | Brian Quinnett     | 1966 | 203 cm | 107 kg |  |
| 9  | Spagna (bandiera)      | AP    | Eduardo Clavero    | 1963 | 194 cm |        |  |
| 10 | Spagna (bandiera)      | P     | Nacho Suárez       | 1964 | 188 cm |        |  |
| 11 | Spagna (bandiera)      | P     | Benjamín Martínez  | 1974 | 190 cm |        |  |
| 11 | Spagna (bandiera)      | P     | Alberto Sanz       | 1966 | 191 cm |        |  |
| 12 | Spagna (bandiera)      | C     | Julio Torres       | 1965 | 208 cm |        |  |
| 13 | Spagna (bandiera)      | AP    | Paco Martín        | 1967 | 196 cm |        |  |
| 14 | Australia (bandiera)   | C     | Mark Bradtke       | 1968 | 209 cm | 120 kg |  |
| 14 | Stati Uniti (bandiera) | C     | Marcus Kennedy     | 1967 | 201 cm | 107 kg |  |
| 14 | Stati Uniti (bandiera) | C     | Wayne Tinkle       | 1966 | 208 cm | 106 kg |  |
| 15 | Spagna (bandiera)      | AG    | Santi Abad         | 1969 | 202 cm |        |  |
| 15 | Spagna (bandiera)      | GA    | Enrique Villalobos | 1965 | 194 cm |        |  |

| Allenatore |
| - Iñaki Iriarte (fino al 4 ottobre) - Felipe Coello (dal 5 ottobre fino al 4 gennaio) - Moncho Monsalve (dal 4 gennaio) |
| Assistente/i |
| - Domingo Hernández - Alberto Sanz (fino a gennaio) Legenda - (C) Capitano - (IN) Inattivo - Infortunato                |

## Mercato

### Sessione estiva
| Acquisti | Acquisti        | Acquisti       | Acquisti    | Acquisti |
| R.a      | Nome            | da             | Modalità    |          |
| -------- | --------------- | -------------- | ----------- | -------- |
| P        | Roberto Íñiguez | Gran Canaria   | definitivo  |          |
| AG       | Santi Abad      | Saski Baskonia | definitivto |          |
| AG       | Melvin Cheatum  | Sporting Atene | definitivo  |          |
| AC       | Elbert Rogers   | UAB Blazers    | definitivo  |          |
| C        | Mark Bradtke    | Adelaide 36ers | definitivo  |          |

| Cessioni | Cessioni          | Cessioni         | Cessioni       | Cessioni |
| R.       | Nome              | a                | Modalità       |          |
| -------- | ----------------- | ---------------- | -------------- | -------- |
| P        | Braulio Arias     | San Isidro       | fine contratto |          |
| P        | Alberto Sanz      |                  | ritirato       |          |
| G        | Juan José López   | Ciudad de Huelva | fine contratto |          |
| AG       | Clarence Kea      | Ourense          | fine contratto |          |
| AG       | José Manuel Prado | Algeciras        | fine contratto |          |
| C        | Javier Ibáñez     | Askatuak         | fine contratto |          |

### Dopo l'inizio della stagione
| Acquisti | Acquisti           | Acquisti         | Acquisti      | Acquisti   |
| R.       | Nome               | da               | Data          | Modalità   |
| -------- | ------------------ | ---------------- | ------------- | ---------- |
| GA       | Enrique Villalobos | Saski Baskonia   | dicembre 1992 | definitivo |
| C        | Marcus Kennedy     | Gr. Rapids Hoops | dicembre 1992 | definitivo |
| P        | Alberto Sanz       | Free agent       | gennaio 1993  | definitivo |
| AG       | Brian Quinnett     | Yakima Sun Kings | gennaio 1993  | definitivo |
| C        | Wayne Tinkle       | Tri-City Chinook | febbraio 1993 | definitivo |
| AC       | Juanjo Marín       | Free agent       | febbraio 1993 | definitivo |
| C        | David Cooke        | Mataró           | marzo 1993    | definitivo |

| Cessioni | Cessioni       | Cessioni         | Cessioni      | Cessioni       |
| R.       | Nome           | a                | Data          | Modalità       |
| -------- | -------------- | ---------------- | ------------- | -------------- |
| AC       | Elbert Rogers  | Gr. Rapids Hoops | ottobre 1992  | fine contratto |
| AG       | Santi Abad     | Juventud Alcalá  | dicembre 1992 | rescissione    |
| C        | Mark Bradtke   | Melbourne Tigers | dicembre 1992 | rescissione    |
| C        | Marcus Kennedy | Gr. Rapids Hoops | febbraio 1993 | rescissione    |
| AG       | Melvin Cheatum | Free agent       | marzo 1993    | rescissione    |
| C        | David Cooke    | Free agent       | marzo 1993    | rescissione    |